# Christopher Bowes
Christopher Bowes (Gravesend, Verenigd Koninkrijk, 23 juni 1986) is een Britse metalartiest. Bowes is vooral bekend als de zanger en toetsenist van de Schotse folk- en powermetalband Alestorm. Hij speelt ook keyboard in Splen, Gloryhammer en Christopher Bowes and His Plate of Beans.

## Uitrusting
- Aangepaste Roland AX-7
- Een met roze ducttape beplakte Roland AX-Synth
- Korg TR-Rack
- Midijet Pro Wireless MIDI System

## Discografie

### Alestorm
- Captain Morgan's Revenge
- Leviathan
- Black Sails at Midnight
- Back Through Time
- Sunset on the Golden Age
- No Grave but the Sea
- Curse of the Crystal Coconut
- Seventh Rum of a Seventh Rum
- The Thunderfist Chronicles

### Splen
- Alternative Goaps
- Richard and Judy Hath Fallen Over Twice
- Splendiferous
- Fat People are Sometimes Greedy
- Songs for Children to Sing

### Gloryhammer
- Tales from the Kingdom of Fife
- Space 1992: Rise of the Chaos Wizards
- Legends from Beyond the Galactic Terrorvortex